# Kevin Coleman
Kevin Coleman (ur. 21 października 1965) – amerykański muzyk, perkusista zespołu Smash Mouth w latach 1994–1999.

## Życiorys
Coleman założył Smash Mouth wraz ze Stevenem Harwellem (którego poprzedniej grupy, F.O.S.-u, był menedżerem), Gregiem Campem i Paulem De Lisle’em w 1994 roku. Nagrał z zespołem dwie oficjalne płyty: Fush Yu Mang i Astro Lounge oraz nieoficjalną: The East Bay Sessions. Coleman i Harwell byli najlepszymi przyjaciółmi, co skłoniło ich do stworzenia zespołu.
Coleman niespodziewanie opuścił zespół natychmiast po nagraniu albumu Astro Lounge. Jego miejsce na krótko zastąpił Mitch Marine, a następnie Michael Urbano.

## Życie prywatne
Kevin został ojcem w roku 2001, zaś matkę swego dziecka (swoją byłą dziewczynę) oraz samo dziecko porzucił w Las Vegas w roku 2006 a sam udał się do Casa Grande, w stanie Arizona, gdzie mieszkają jego siostra i rodzice.